# Mère et Fils (film, 2013)
Pour l’article homonyme, voir Mère et Fils.
Pour plus de détails, voir Fiche technique et Distribution.
Mère et Fils (roumain : Poziția copilului) est un film roumain réalisé par Călin Peter Netzer, sorti en 2013.
Présenté au Festival de Berlin, il remporte l'Ours d'or du meilleur film. Il est sélectionné pour représenter la Roumanie aux Oscars du cinéma 2014 dans la catégorie meilleur film en langue étrangère.

## Synopsis
Un soir de printemps particulièrement froid, Barbu, au volant de sa voiture, erre dans les rues à 50 km/h au-dessus de la limite autorisée, et renverse un enfant. Le garçon meurt peu après l'accident. Barbu encourt entre trois et quinze ans de prison. Sa mère, Cornelia, une architecte membre de la haute société du pays, décide d'intervenir et commence une campagne pour sauver son fils léthargique.

## Fiche technique
- Titre : Mère et Fils
- Titre original : Poziția copilului
- Titre international : Child's Pose
- Réalisation : Călin Peter Netzer
- Scénario : Călin Peter Netzer et Răzvan Rădulescu
- Photographie : Andrei Butică
- Montage : Dana Bunescu
- Décors : Mălina Ionescu
- Costumes : Irina Marinescu
- Production : Ada Solomon
- Sociétés de production : Hai Hui Entertainement, Parada Film et HBO Romania
- Pays d'origine :  Roumanie
- Langue : Roumain
- Durée : 112 minutes
- Format : Couleur - 1,85 : 1
- Genre : Drame
- Sortie :
  - 11 février 2013 en Allemagne (Berlinale 2013)
  - 8 mars 2013 en Roumanie
  - 15 janvier 2014 en France

## Distribution
- Luminița Gheorghiu : Cornelia Keneres, la mère
- Bogdan Dumitrache : Barbu, le fils
- Ilinca Goia : Carmen, la compagne du fils
- Vlad Ivanov : Dinu Laurențiu, le témoin
- Florin Zamfirescu : Domnul Făgărășanu
- Natasa Raab : Olga Cerchez, l'amie de la mère
- Adrian Titieni : le père de l'enfant
- Mimi Branescu : le policier
- Isfan Alexandru : Octavita
- Cerasela Iosifesc
- Tania Popa

## Distinctions

### Récompenses
- Berlinale 2013 : sélection officielle[2]
  - Ours d'or
  - Prix FIPRESCI
- Festival international du film de Stockholm 2013 : Telia Film Award « avec une impressionnante attention portée aux détails et une narration sans affectation, Calin Peter Netzer décrit comment le côté obscur d'un amour maternel et l'émancipation ratée d'un fils sont amplifiés par une terrible tragédie. Avec une main délicate, il souligne les personnages et les laisse se développer en trois dimensions dans un drame sincère où le tournant se déroule aussi bien chez le spectateur qu'à l'écran[3],[4] »
- Festival du film francophone de Namur 2013 : Bayard d'Or du Meilleur film

### Nominations et sélections
- AFI Fest 2013
- Festival du film de Sydney 2013
- Festival international du film de Karlovy Vary 2013
- Festival international du film de Toronto 2013 : sélection « Contemporary World Cinema »
- Festival international du film de Saint-Sébastien 2013
- Festival du film de Londres 2013
- Festival international du film de São Paulo 2013
- Festival du film de Los Angeles 2013
- Prix du cinéma européen 2013 : meilleure actrice pour Luminița Gheorghiu
- Festival international du film de Palm Springs 2014